# Светост
Светост описује нешто што је посвећено или издвојено за службу или обожавање божанства; сматра се достојним духовног поштовања или оданости; или изазива страхопоштовање или наклоност међу вјерницима. Својство се често приписује предметима („свети артефакт” који се дубоко поштује и благослови) или мјесто („свето мјесто”).
Француски социолог Емил Диркем сматрао је дихотомију између светог и профаног средишњом карактеристиком религије: „религија је јединствен систем вјеровања и праксе који се односе на свете ствари, тј. ствари одвојене и забрањене.” У Диркемовој теорији, светост представља интересне скупине, посебно јединство, који су оличено у симболима светих скупина, или коришћењем тимског рада ради извлачења из невоље. Профано, с друге стране, укључује свакодневне појединачне бриге.

## Етимологија
Реч sacred потиче од латинске речи sacer, која се односи на оно што је 'освештано, посвећено' или 'очишћено' боговима или било чему што је у њиховој моћи, као и sacerdotes.

## У академији

### Хиерологија
Хијерологија (грчки: ιερος, hieros, 'свето', + -логија) је проучавање свете литературре или предања. Концепт и термин је 2002. развио руски историчар уметности и византиниста Алексеј Лидов.

### Историја религија
Анализирајући дијалектику светог, Мирча Елијаде истиче да религију не треба тумачити само као „веру у божанства“, већ као „искуство светог“. Свето је представљено у односу на профано; однос светог и профаног није израз супротности, већ комплементарности, јер се профано посматра као хијерофанија.

### Социологија
Француски социолог Емил Диркем сматрао је дихотомију између светог и профаног централном карактеристиком религије: „религија је јединствен систем веровања и праксе који се односе на свете ствари, то јест, ствари одвојене и забрањене.“ У Диркемовој теорији, свето је представљало интересе групе, посебно јединство, који су били оличени у симболима свете групе, или тотемима. Профано је, с друге стране, укључивало свакодневне индивидуалне бриге. Диркем је експлицитно навео да дихотомија свето/профано није еквивалентна добру/злу. Свето може бити добро или зло, и профано може бити и једно и друго.

## У религији

### Индијске религије
Религија индијског порекла, односно хиндуизам и његови изданци будизам, џаинизам и сикизам, имају концепт поштовања и очувања екологије и животне средине третирајући различите објекте као свете, као што су реке, дрвеће, шуме или гајеви, планине, итд.

#### Хиндуизам
Свете реке и њихово поштовање су феномен који се налази у неколико религија, посебно у религијама које имају еколошко веровање као срж своје религије. На пример, религије индијског порекла (будизам, хиндуизам, џаинизам и сикизам) поштују и чувају гајеве, дрвеће, планине и реке као свете. Међу најсветијим рекама у хиндуизму су Ганг, Јамуна, Сарасвати реке на којима су цветале ригведске реке. Веде и Гита, најсветији од хиндуистичких текстова, написани су на обалама реке Сарасвати који су кодификовани током краљевства Куру у данашњој Харијани. Међу другим секундарним светим рекама хиндуизма су Нармада и многе друге.
Међу светим планинама, најсветије међу њима су планина Кајлаш (на Тибету), Нанда Деви, планине Чар Дам и планина Амарнат, планина Ганготри. Планина Јамунотри, планина Сарасвотри (порекло реке Сарасвати), брдо Доси итд.

### Абрахамске религије

#### Веслијански погледи
У Веслијанској теологији методизма светост је добила секундарно значење преобликовања личности кроз целокупно освећење. Она се схвата као чистота срца која се јавља у другом дефинитивном тренутном делу. Израз дугује своје порекло Џону Веслију, који је нагласио „светост из Светих писама“, као и хришћанско савршенство.

#### Јудаизам
Хебрејска реч кодеш (хебр. קֹדֶשׁ) се у Тори користи за означавање 'раздвојености' и 'различитости' као што се налази у јеврејској церемонији венчања где муж каже својој будућој жени: „Посвећена си мени по закону Мојсијевом и Израеловом“ (хебр. את מקדשת לי כדת משה וישראל). На хебрејском, светост има конотацију јединства и транспарентности као у примеру јеврејског брака, где се муж и жена виде као једно у складу са Постанком 2:24. Кодеш се такође обично преводи као 'светост' и 'сакралност'. Тора описује аронитске свештенике и левите као изабране од Бога да обављају храмске службе; они се такође називају „светим“.